# 奥蒙维尔拉罗格
奥蒙维尔拉罗格（法語：Omonville-la-Rogue，法語發音：[ɔmɔ̃vil la ʁɔɡ]）是法国芒什省的一个旧市镇，属于瑟堡区。2017年，奥蒙维尔拉罗格和相邻的其它18个市镇合并为新市镇拉阿格。

## 地理
奥蒙维尔拉罗格（49°42'9"N, 1°50'36"W）面积4.29 平方千米，位于法国诺曼底大区芒什省，该省份为法国西北部沿海省份，西、北、东北三面环大西洋，东起顺时针与卡爾瓦多斯省、奧恩省、马耶讷省和伊勒-维莱讷省接壤。
与奥蒙维尔拉罗格接壤的市镇（或旧市镇、城区）包括：博蒙阿格、迪居勒维尔、埃屈勒维尔。

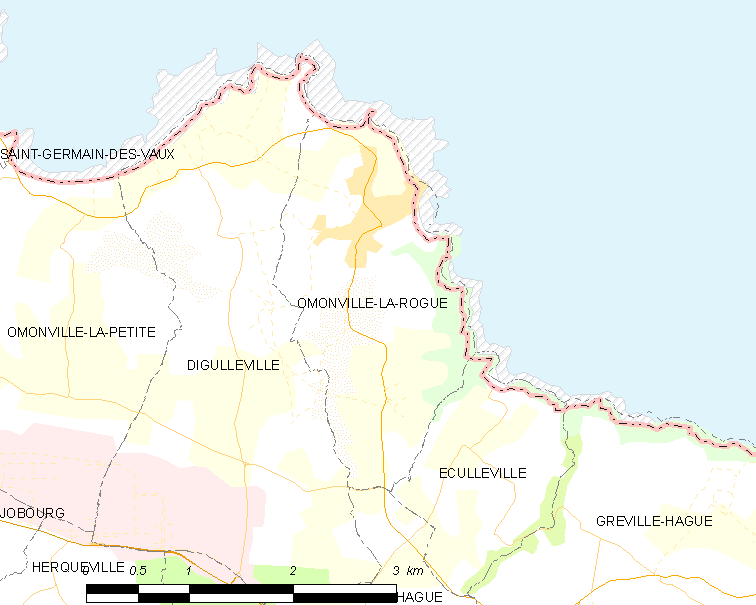
奥蒙维尔拉罗格的OSM定位图

奥蒙维尔拉罗格的时区为UTC+01:00、UTC+02:00（夏令时）。

## 行政
奥蒙维尔拉罗格的邮政编码为50440，INSEE市镇编码为50386。

## 政治
奥蒙维尔拉罗格所属的省级选区为拉阿格县。

## 人口

1962-2008年间奥蒙维尔拉罗格人口变化图示

奥蒙维尔拉罗格于2018年1月1日时的人口数量为471人。